# Asterio (figlio di Androgenea)
Asterio (in greco antico: Ἀστέριος?, Astérios) o Asterione (in greco antico: Ἀστερίων?, Asteríōn) è un personaggio della mitologia greca.

## Mitologia
Era figlio di Androgenea, una delle amanti di Minosse proveniente dalla città cretese di Festo
Asterio era il comandante dell'esercito cretese che seguì Dionisio nelle guerre indiane. Non fece mai ritorno alla sua terra d'origine poiché preferì stabilirsi nella Colchide, una terra favolosamente ricca e situata alla periferia misteriosa del mondo eroico. Qui Asterio chiamò gli abitanti Asteriani.
I suoi figli furono Mileto, Cauno e Biblide.